# Argentinomyia fastigatus
Argentinomyia fastigatus är en tvåvingeart som först beskrevs av Fluke 1945.  Argentinomyia fastigatus ingår i släktet Argentinomyia och familjen blomflugor. Inga underarter finns listade i Catalogue of Life.